# Aeroporto di Merida - Alberto Carnevalli

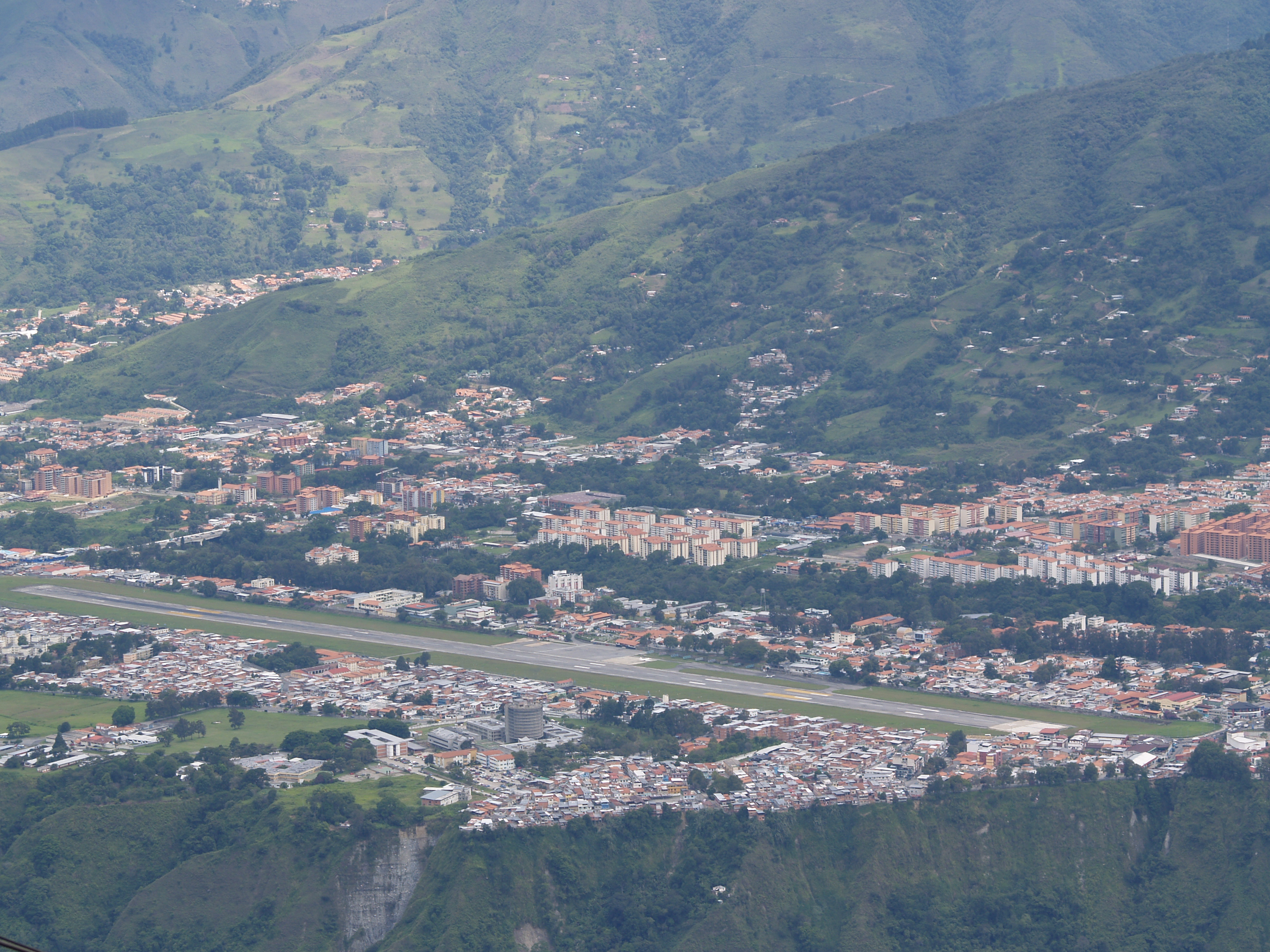
Vista della città e dell'aeroporto

L'Aeroporto di Merida - Alberto Carnevalli  è un aeroporto situato a 3 km a sud-ovest della città andina di Mérida, in Venezuela ad una quota di 1526 metri sul livello del mare. L'aeroporto è situato in valle tra le Ande, circondata da alture in tutte le direzioni. Non è presente un ufficio di dogana e quindi lo scalo non può accogliere i voli internazionali, inoltre, mancando radioassistenze al volo, le operazioni sono svolte secondo le regole VFR del volo a vista e quindi, non sono possibili di notte.
L'aeroporto fu inaugurato nel 1956 e prende il nome dall'avvocato e politico merideño di origini calabresi Alberto Carnevalli.

## L'incidente del volo Santa Bárbara Airlines 518
Il 21 febbraio 2008, il volo Santa Bárbara Airlines 518, un biturboelica ATR 42-300 operato dalla compagnia aerea Santa Bárbara Airlines in rotta per Caracas, dopo aver perso l'orientamento per via di un banco di nebbia, si schiantò contro un'altissima montagna poco dopo il decollo, uccidendo tutti i 46 passeggeri a bordo. La causa principale dell'incidente è stato il mancato rispetto dei tre minuti necessari ad avviare il computer di volo e stabilizzare i giroscopi, cosa che implica la mancata messa in correlazione tra la posizione GPS e l'assetto dei giroscopi. In quella compagnia aerea si trascuravano spesso le più elementari norme di sicurezza, tra queste il rispetto della lista di decollo, e per sopperire al malfunzionamento dell'intero sistema di navigazione si utilizzava una piccola bussola navale.
Inoltre il luogo del relitto si trovava vicino ad un osservatorio astronomico, in una rotta non dichiarata ufficialmente, che corrisponde ad una scorciatoia in grado di far risparmiare 15 minuti di volo e il relativo carburante.
Dopo l'incidente furono interrotti i voli commerciali che vennero dirottati al vicino aeroporto di El Vigia. L'aeroporto è stato poi chiuso completamente a partire dall'ottobre 2011.